# 선양 지하철
선양 지하철(중국어: 沈阳地铁)은 중국 랴오닝성 선양시의 지하철 시스템이다. 중국 본토에서 7번째로 운영되는 지하철이자, 중국 둥베이 지방의 첫 번째 지하철이다. 이 시스템은 도시 남쪽의 트램 네트워크와 연결된다.

## 운행 체계
선양 지하철은 2010년 9월 27일에 개통된 27.8 km 및 22개역의 1호선(동서)과, 2012년 1월 9일에 개통된 27.16 km 및 22개역의 2호선(남북)이 있다.
1호선의 건설은 2005년 11월 18일에 시작되었다. 일반인에게는 공개되지 않는 시범 운행은 2009년 9월에 시작되었으며 2010년 9월에 개통했다. 푸링(福陵) 발 동부 4정거장 건설은 2009년에 시작되었다. 1호선의 총비용은 88억 8천만 위안이었다.
2호선은 2006년 11월 18일에 공사가 시작되어, 2012년 1월 9일에 19개역과 19.3 km의 노선으로 개통했다.
선양 항공우주대학에서 푸톈루까지의 북부 연장선은 2018년 4월 8일에 개통했다.

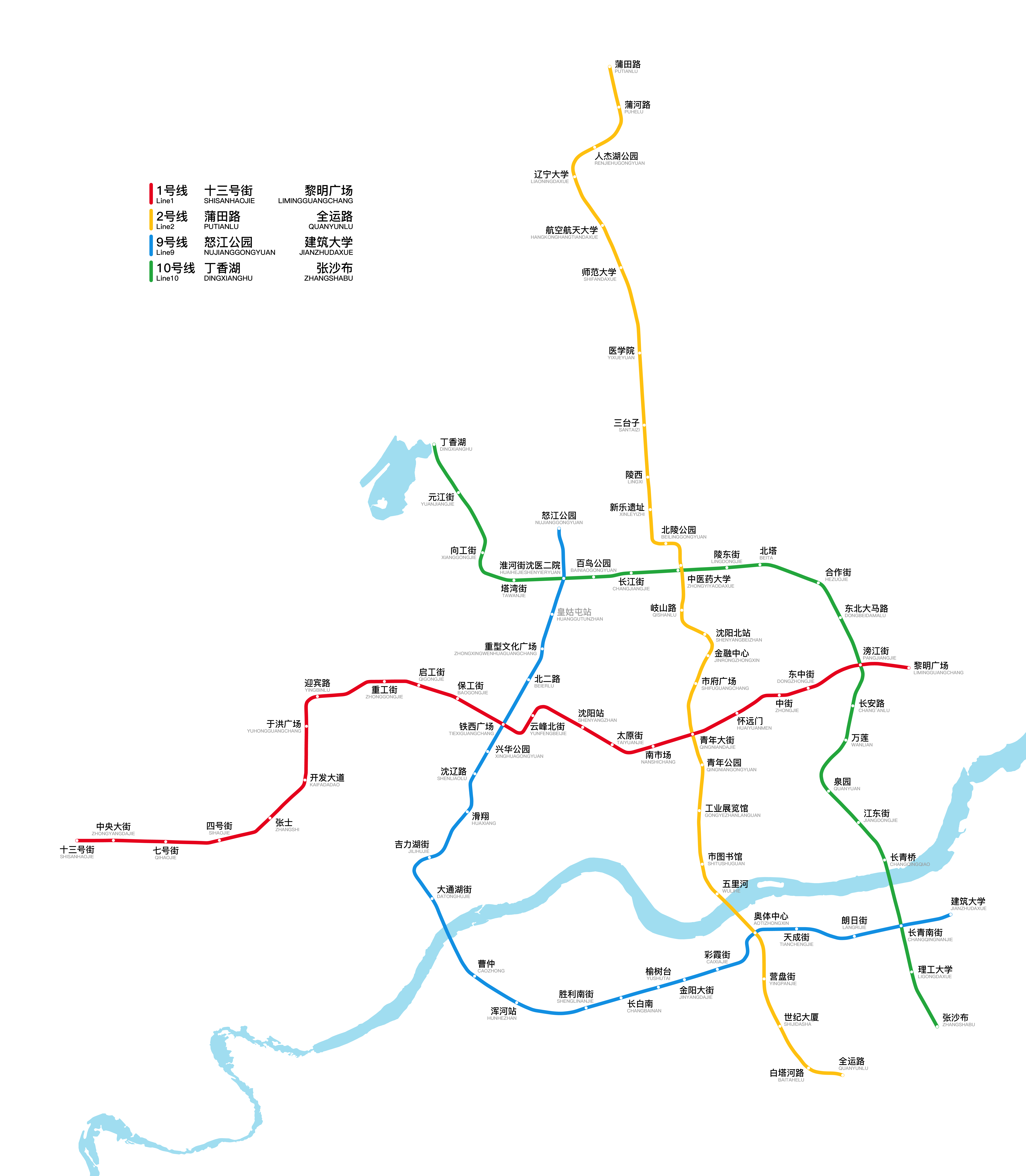

| 노선명 | 노선명 | 최초개통연도     | 시종착역  | 시종착역  | 역수 | 길이 (km) | 차량기지          | 비고 |
| ------ | ------ | ---------------- | --------- | --------- | ---- | --------- | ----------------- | ---- |
|        | 1호선  | 2010년 9월 27일  | 13호가    | 리밍 광장 | 22   | 27.8      | 13호가 차량사업소 |      |
|        | 2호선  | 2011년 12월 30일 | 푸톈루    | 촨윈루    | 26   | 31.88     | 후난 차량사업소   |      |
|        | 9호선  | 2019년 5월 25일  | 누장 공원 | 잔주 대학 | 22   | 28.996    | 차오중 차량사업소 |      |

## 역사

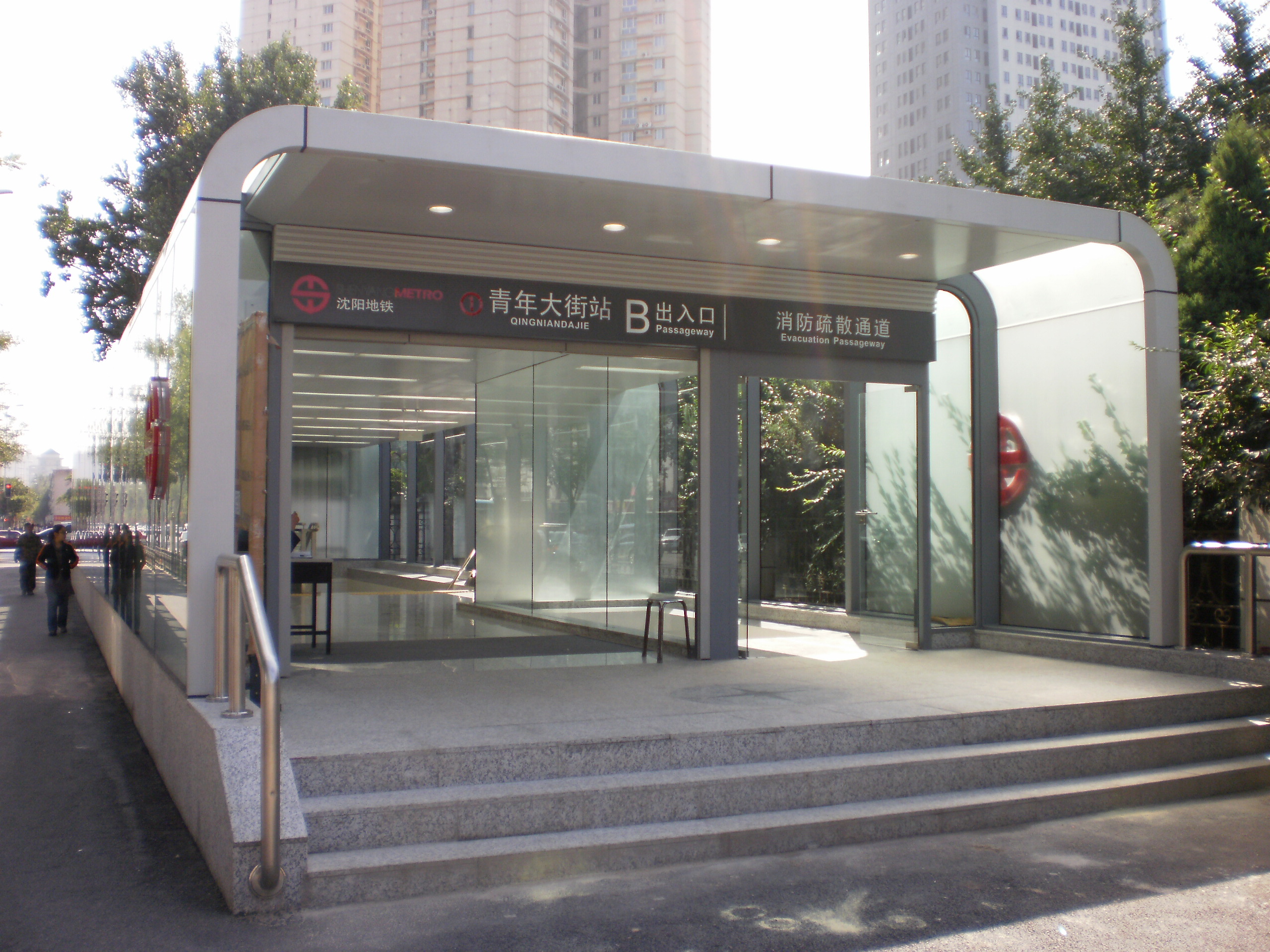
칭녠다제 역 출구

선양은 지하철 계획을 가진 중국 최초의 도시 중 하나였다. 선양에서 지하철 시스템을 건설하려는 초기 계획은 1940년 초 만주국 시대에 오사카의 회사에서 52 km 지하철 네트워크를 제안했다. 그러나 제2차 중일 전쟁과 국공내전으로 인한 혼돈으로 계획이 성사되지 못하였다. 전쟁이 끝난 후 중국 정부는 당시 베이징, 상하이, 톈진, 선양 등 4개 대도시가 교통 및 군사 목적의 지하철 시스템을 건설해야 한다고 결정하면서 다시 부활했다. 지하철은 전쟁시 공습 대피소로도 기능을 할 계획이었다. 지하철의 건설은 1965년에 시작되었지만 문화대혁명의 혼란으로 얼마되지 않아 베이징 지하철과 톈진 지하철의 초기 구간만 완공될 예정이었다. 1974년에 건설이 재개되었는데, 오늘의 1호선을 대략 따라 갔다. 1978년 하얼빈, 톈진, 상하이 정부 인사가 선양에 방문하여 지하철 건설 경험을 배웠다. 1982년 지하철 건설은 자금과 자원 부족으로 중단되었다. 약 3km 길이의 지하 터널은 포기되고 물로 채워졌다. 1995년 상하이 지하철 시스템이 가동되었지만 1980년대와 1990년대의 선양의 경제적 쇠퇴는 지하철 건설에 필요한 자본이 없었으며 그 계획은 계속 연기되었다. 경전철 시스템은 1990년대 초반에 저렴한 대안으로 설계되었지만, 고비용 및 금융 부채에 대한 우려 때문에 지하철 프로젝트가 전국적으로 중단된 이후에 이 계획도 포기되었다.
선양의 경제는 2000년에 회복되었으며, 도시 인구 증가로 인한 교통 혼잡과 오염이 증가했다. 이것은 2005년 11월 8일에 중국 중앙 정부가 지하철 제안을 승인하도록 촉구했다. 1차 구간의 건설은 2005년 11월 18일에 시작되어 2009년 9월 23일 전체 구간 건설이 시작되었다. 노선에는 12개의 역이 있고 스싼하오제 역에서 톄시 광장 역까지 있다. 2010년 9월 27일 리밍 광장 행의 1호선 서쪽 연장선이 개통했다. 2호선은 2011년 12월 30일에 개장하여, 2012년 1월 9일에 남쪽으로 연장되었다.
- 2009년 9월 27일, 선양-톄청 간 철도 시공.[16]
- 2010년 10월 19일, 1호선 동부 연장선 시공.[17]

## 지하철 건설 실시간 상황
| 계획 노선             | 착공년도 | 준공(예정)년도 | 상태     |
| --------------------- | -------- | -------------- | -------- |
| 1호선                 | 2005년   | 2010년         | 운행중   |
| 1호선 서부연장선      | -        | 2010년         | 운행중   |
| 2호선                 | 2006년   | 2011년         | 운행중   |
| 2호선 북부연장선(1차) | -        | 2013년         | 운행중   |
| 2호선 북부연장선(2차) | -        | 2018년         | 운행중   |
| 9호선                 | 2013년   | 2019년         | 운행중   |
| 10호선                | 2013년   | 2019년         | 건설중   |
| 4호선                 | 2015년   | 2020년         | 건설중   |
| 2호선 남부연장선      | 2019년   | 2024년         | 공사예정 |
| 3호선                 | 2019년   | 2024년         | 공사예정 |
| 6호선                 | -        | 2024년         | 공사예정 |
| 1호선 동부연장선      | -        | 2024년         | 공사예정 |
| 4호선 북부연장선      | -        | -              | 계획중   |
| 7호선                 | -        | -              | 계획중   |
| 8호선                 | -        | -              | 계획중   |

## 같이 보기
- 지하철 목록